# Palpomyia melacheira
Palpomyia melacheira är en tvåvingeart som beskrevs av Remm 1976. Palpomyia melacheira ingår i släktet Palpomyia och familjen svidknott. Inga underarter finns listade i Catalogue of Life.